# Generalitat Valenciana

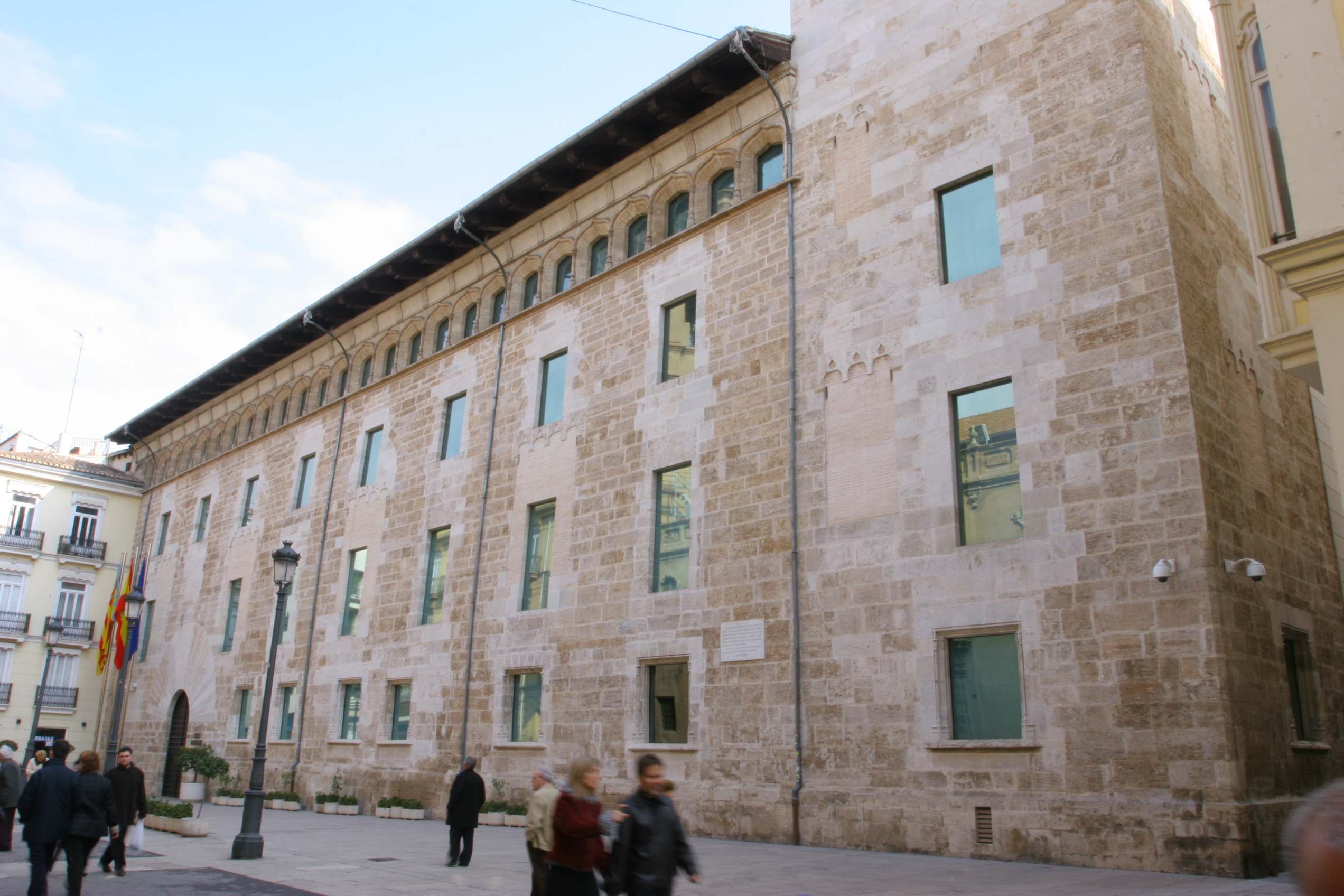
Palau Benicarló (Pałac Borgiów), siedziba Corts Valencianes

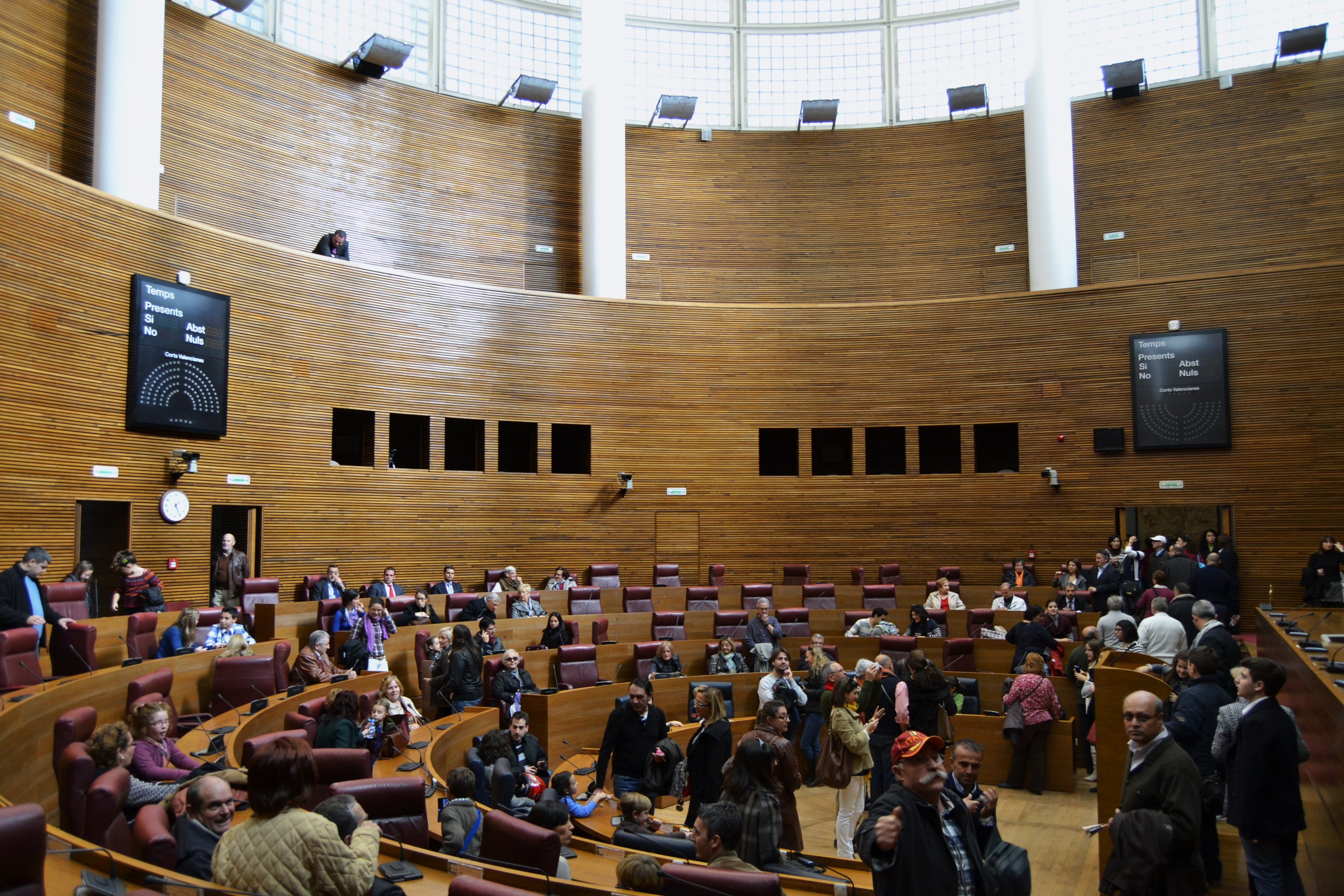
Sala obrad Corts Valencianes

Generalitat Valenciana (wym. [dʒe.ne.ɾa.liˈtad va.len.siˈa.na]) – zbiorcza nazwa naczelnych instytucji autonomicznych Wspólnoty Walenckiej, których funkcjonowanie reguluje statut autonomii regionu. W skład Generalitat wchodzą parlament, prezydent i rząd wspólnoty autonomicznej oraz inne podległe im organy.
Siedzibą walenckiego samorządu jest Pałac Generalitat w centrum Walencji.

## Historia
Obecne Generalitat swą nazwę bierze od ciała kolegialnego istniejącego w dawnym Królestwie Walencji, które po rekonkwiście zakończonej na tych terenach w 1245 roku uzyskało pewną autonomię w ramach Korony Aragonii. Potwierdzeniem tych przywilejów był zbiór praw Furs de València nadany w 1261 roku.
Wobec długotrwałych wojen z Kastylią, jakie w XIV i XV wieku toczyła Aragonia, kolejni jej władcy dla sfinansowania poczynań armii zmuszeni byli do poboru danin nadzwyczajnych. Pierwszy edykt w tej sprawie został ogłoszony w 1329 roku przez Alfonsa IV Łagodnego, jednak zbliżone w swej treści dokumenty wydawali także jego następcy, Piotr IV Ceremonialny czy Marcin I Ludzki. To za panowania tego ostatniego walenckie kortezy obradujące w latach 1401–1407 powołały osiemnastoosobową komisję mającą kierować poborem podatków nadzwyczajnych. Gromadzone środki pochodziły z ceł „generalnych”, od handlu (generalitats) oraz z podatku podymnego (fogatges). Po zwołaniu kortezów w roku 1417 za panowania Alfonsa V Wspaniałomyślnego komisja ta przybrała sformalizowaną postać Diputació del General, znanego też jako Generalitat del Regne. W przeciwieństwie do innych krajów aragońskiej korony – Katalonii czy samej Aragonii – organ ten co do zasady nigdy nie uzyskał uprawnień wykraczających znacznie poza sferę fiskalną. Dodatkowo w 1648 roku część swoich kompetencji utracił na rzecz Zarządu Elektów Trzech Stanów (Junta d’Electes dels Tres Estaments). Jako odrębny organ Diputació del General przetrwało aż do dekretów de Nueva Planta z 1707 roku, na mocy których król Hiszpanii Filip V zniósł odrębne instytucje w krajach Korony Aragonii.
Powrót do historycznej nomenklatury zaproponowano po raz pierwszy w okresie XX-wiecznej transformacji ustrojowej, w tzw. Statucie z Elche, którego projekt w 1976 roku został przygotowany przez grupę niezależnych intelektualistów. Inspiracją dla wyboru takiej nazwy najprawdopodobniej był kataloński samorząd z okresu Drugiej Republiki (1931–1939). Mniej więcej w tym samym czasie żądanie ustanowienia „tymczasowego Generalitat Kraju Walenckiego” znalazło się także w akcie założycielskim prodemokratycznego Porozumienia Sił Politycznych i Związków Zawodowych Kraju Walenckiego. W szczątkowym zakresie walencki samorząd został wprowadzony na podstawie dekretu królewskiego z 1978 roku, kiedy to utworzono „przedautonomiczną” Radę Kraju Walenckiego (hiszp. Consejo del País Valenciano). Ostatecznie Generalitat Valenciana jako autonomiczny system instytucjonalny zostało powołane na mocy statutu autonomii z 1982 roku.
Począwszy od roku 2006 wszelkie nazwy urzędowe organów Generalitat ustalane są wyłącznie w języku walenckim.

## Instytucje

### Władza prawodawcza
Naczelnym organem kolegialnym we Wspólnocie Walenckiej są Corts Valencianes („Kortezy Walenckie”) czyli jednoizbowy parlament autonomiczny. Nazwa stanowi nawiązanie do średniowiecznych kortezów składających się z izb kościelnej, rycerskiej i królewskiej. Współczesne Corts tworzy nie mniej niż 99 deputowanych wybieranych na czteroletnią kadencję. Wybory do Kortezów mają charakter powszechny, wolny, równy i bezpośredni, a także odbywają się w głosowaniu tajnym.
Corts Valencianes sprawują przyznaną wspólnocie autonomicznej władzę prawodawczą. Oprócz legislacyjnej, Kortezy pełnią także funkcję kontrolną (rząd regionalny jest powoływany przez parlament i ponosi przed nim odpowiedzialność polityczną) i kreacyjną (uprawnienia Corts obejmują wybór członków poszczególnych instytucji). Dodatkowo wśród prerogatyw Kortezów znajduje się zatwierdzanie ustaw budżetowych Wspólnoty.
Siedziba parlamentu znajduje się w Walencji w pałacu Borgiów (Palau de Benicarló).

### Władza wykonawcza
Zgodnie z przepisami statutu władza wykonawcza Wspólnoty należy do dwóch organów: Prezydenta (President de la Generalitat) oraz Rady Generalitat (Consell de la Generalitat). Rada stanowi rodzaj regionalnego rządu kierującego pracami administracji podległej Generalitat. W jej skład wchodzą radcy (consellers) odpowiadający za pracę poszczególnych resortów. Funkcję przewodniczącego sprawuje wybierany spośród członków Corts prezydent, który wskazuje poszczególnych członków Rady. Prezydent jest najwyższym organem władzy autonomicznej, a jednocześnie – wobec mianowania przez monarchę – najwyższym przedstawicielem państwa hiszpańskiego we Wspólnocie Walenckiej.

### Pozostałe organy
Poza naczelnymi organami władzy samorządowej w skład Generalitat statut zalicza także szereg innych instytucji. W pierwszej kolejności wskazuje się, że do kategorii tej zaliczyć należy autonomiczne organy administracji wymiaru sprawiedliwości, a wśród nich Najwyższy Trybunał Sprawiedliwości Wspólnoty Walenckiej (Tribunal Superior de Justícia de la Comunitat Valenciana; naczelny organ sądowniczy w regionie) oraz Radę Sprawiedliwości Wspólnoty Walenckiej (Consell de la Justícia de la Comunitat Valenciana).
Ponadto pojęcie „Generalitat” obejmuje dalsze instytucje powołane przez walencki parlament. Do kategorii tej statut zalicza urząd Síndic de Greuges (z wal. „rzecznik krzywd”) – ombudsmana, odpowiednika rzecznika praw obywatelskich w randze Wysokiego Komisarza Corts. Ponadto charakter taki ma także Sindicatura de Comptes („urząd obrachunkowy”) – organ pełniący funkcje kontrolne w stosunku do polityki finansowej i sfery budżetowej Generalitat.
Dodatkowo Generalitat Valenciana współtworzą cztery instytucje opinio- i normodawcze. Consell Valencià de Cultura („Walencka Rada Kultury”) pełni funkcje doradcze i wspomagające wspólnotowe instytucje publiczne we wszelkich kwestiach mających wpływ na kulturę regionu. Powołana w 1998 roku Acadèmia Valenciana de la Llengua („Walencka Akademia Języka”) odpowiada za stanowienie prawa językowego wiążącego wszystkie organy administracji autonomicznej. Comité Econòmic i Social („Komitet Ekonomiczny i Socjalny”) stanowi ciało doradcze przy Radzie Generalitat w sprawach związanych z ekonomią, polityką społeczną i zatrudnieniem. Ostatnią z wymienionych instytucji jest Consell Jurídic Consultiu („Prawna Rada Konsultacyjna”) – ciało doradcze przy Radzie, służące także administracji autonomicznej jako całości we wszystkich kwestiach związanych z systemem prawnym.
Znaczna część instytucji została wpisana do statutu podczas jego gruntownej reformy z 2006 roku. W pierwotnym brzmieniu poza trzema naczelnymi organami Generalitat statut wymieniał jedynie ograny wymiaru sprawiedliwości, ombudsmana i Radę Kultury.
Na podstawie stosownego przepisu statutu Generalitat może uczestniczyć w pracach niektórych organów Unii Europejskiej; posiada także stałe biuro zlokalizowane na terenie Brukseli. Ponadto walencki samorząd prowadzi własną placówkę w Madrycie mającą promować w stolicy interesy regionu.

## Symbole
Ustawa o symbolach Wspólnoty Walenckiej z 1984 roku ustanowiła jako jeden z nich sztandar Generalitat. Składa się on ze szkarłatnego płata tkaniny obszytego złotą frędzlą, na którym umieszczono herb Wspólnoty: złotą tarczę o czterech czerwonych słupach zwieńczoną hełmem, z którego korony wyrasta klejnot – złoty smok. Posługiwanie się sztandarem Generalitat zastrzeżono dla Prezydenta, przewodniczącego parlamentu oraz członków rządu. Herb wspólnoty, w swojej uproszczonej wersji znajduje się także w logotypie, z którego Generalitat korzysta od 1984 roku. W roku 2018, z okazji 600. rocznicy powołania Generalitat znak został zaprezentowany w nowej, odświeżonej formie. Odrębnego logo używa walencki parlament – w sposób symboliczny przedstawia ono postaci św. Jerzego, Maryi oraz Anioła Stróża odpowiadające trzem średniowiecznym stanom reprezentowanym w Corts.

Sztandar Generalitat
Logo z lat 1985–2018
Godło Generalitat od 2018
Logo Corts Valencianes